# Metal Gear 2: Solid Snake
Metal Gear 2: Solid Snake is een computerspel dat werd ontwikkeld en uitgebracht door Konami voor de MSX2. Het stealthspel kwam uit op 20 juli 1990.

## Plot
Het is 1999. De spanningen tussen de nucleaire supermachten zijn verbeterd, en ze gaan akkoord om hun nucleaire wapens te ontmantelen. Vrede lijkt aan te zwengelen. Maar in deze tijd van opkomende vrede, was er in het Midden-Oosten een fictieve natie, genaamd Zanzibarland (niet te verwarren met bestaande Zanzibar), die een militaristisch regime instelde, waarbij ze de nucleaire wapens van andere landen hun ontmantelingsites begonnen te stelen. Daarbij kwam nog, dat de wereld in een energiecrisis begon te geraken, doordat er te weinig olie was. Gelukkig was er ene Dr. Kio Marv, die een micro-organisme had kunnen kweken, dat ruwe olie kon raffineren. Logischerwijs werd hij gekidnapt naar Zanzibar.
Fox Hound heeft ondertussen al een nieuwe baas, kolonel Roy Campbell, en die doet beroep op de reeds gepensioneerde Solid Snake om op onderzoek uit te trekken. Snake slaagde erin om tot het hart van Zanzibar door te dringen, maar hij kwam tot de constatering dat het verraad ten opzichte van Fox Hound nog niet voorbij was. De leider van de Zanzibar huurlingen was namelijk Grey Fox (dezelfde van hierboven). Gelukkig kon Snake hem verslaan en kon hij het micro-organisme bemachtigen. Dan komt de volgende schok voor hem: Big Boss, opnieuw. Blijkbaar had hij de vernietiging van Outer Heaven overleefd, en verder geleefd om het regime van Zanzibar te stichten. Natuurlijk was Big Boss vergezeld door een nieuwe Metal Gear, en kwam het weer op een treffen. Na veel moeite slaagt Snake erin om Big Boss te verslaan, en kon hij Zanzibar ontvluchten. Terug op pensioen, ditmaal in de wildernis van Alaska, waar hij husky’s ging fokken voor race doeleinden.

## Personages
- Solid Snake, hoofdpersonage in het spel
- Big Boss, officier waarvan Snake zijn instructies ontvangt
- Gray Fox, een belangrijke agent van FOXHOUND
- Dr. Kio Marv, gevangene in Zanzibar
- Holly White, CIA-agent, gaat undercover als journalist
- Roy Campbell, geeft radio-ondersteuning aan Snake